# Regionalväg 970
Regionalväg 970 (finska: Seututie 970) är en landsväg i Lappland i norra Finland. Vägen löper parallellt med den norska vägen Europaväg 6 på den finländska sidan av Tana älv. Gränsövergångar finns i Karigasniemi (Stamväg 92), via Samelandsbron i Utsjoki (Europaväg 75/Riksväg 4) och i Nuorgam, där vägen fortsätter som norska fylkesväg 895. Vägen anges höra till de vackraste landsvägarna i Finland.  Vägen är vid Nuorgam den nordligaste vägen i Finland och i Europeiska Unionen.
Utsjoki fick en landsvägsförbindelse först år 1959. Vägen byggdes vidare mot Nuorgam och blev helt färdig år 1971. Sträckan mot Karigasniemi byggdes på 1970-talet som en "stigväg" (finska: polkutie) men den ökande trafiken gjorde att vägen byggdes om till landsväg år 1983. År 1993 blev Samelandsbron över Tana älv i Utsjoki klar och Riksväg 4 (Europaväg 75) leddes direkt till Utsjoki från Enare från att tidigare ha gått till Karigasniemi. Samtidigt fick hela den nuvarande sträckan av Regionalväg 970 sitt nuvarande vägnummer.

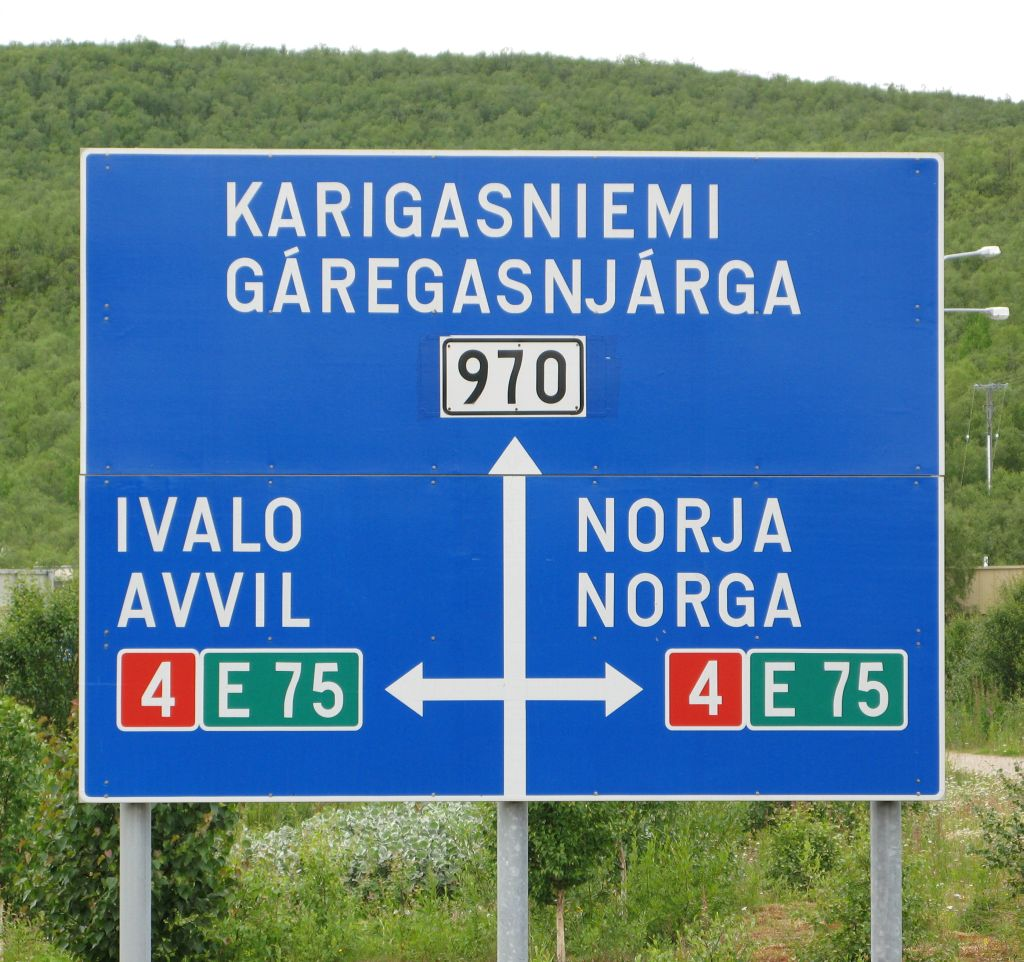
Vägskylt i Utsjoki.